# Aïn Leuh
Aïn Leuh (arabiska: عين اللوح) är en ort i Marocko, som i folkräkningen räknas som stad i landskommunen med samma namn. Den ligger i provinsen Ifrane och regionen Fès-Meknès, 160 km sydost om huvudstaden Rabat. Antalet invånare var 4 969 vid folkräkningen 2014.